# Gabriel Argy-Rousseau
Pour les articles homonymes, voir Argy (homonymie) et Rousseau.
Joseph Gabriel Rousseau dit Gabriel Argy-Rousseau, né à Meslay-le-Vidame le 17 mars 1885 et mort à Paris le 20 janvier 1953, est un sculpteur, céramiste et maître verrier français qui a contribué à la redécouverte de la pâte de verre comme un art verrier majeur du début du XXe siècle.

## Biographie
Si la technique de la pâte de verre remonte à l'antiquité, elle tombe très longuement dans l'oubli. Dans le dernier quart du XIXe siècle, Henry Cros et une poignée d'artistes, souvent des céramistes de la mouvance Art nouveau comme François Décorchemont ou Georges Despret, la remettent à l'honneur. Le dernier de ces précurseurs est Gabriel Argy-Rousseau. Il est considéré comme l'unique verrier à avoir mis au point et utilisé le procédé complexe de la pâte de verre, les autres maîtres verriers travaillant la pâte de cristal.

### Les débuts
Entré à l'École de céramique de Sèvres, Gabriel Argy-Rousseau découvre la pâte de verre dans l'atelier d'Henry Cros. Gabriel Argy-Rousseau commence à produire entre 1910 et 1920. Ses premières œuvres sont influencées par les motifs à thèmes végétal et animalier de l'Art nouveau. Il débute au Salon des artistes français de 1914 à Paris.

### L'atelier
Entre 1921 et 1931, établi au 9 rue Simplon à Paris, Gabriel Argy-Rousseau est actionnaire de la Société des pâtes de verre d'Argy Rousseau. Avec de nombreux collaborateurs, il produit des petits sujets très colorés de style Art nouveau puis Art déco, diffusés en petites séries.
Contrairement à ses confrères céramistes, il reste tardivement fidèle aux effets polychromes et aux motifs floraux de l'Art nouveau. Il met au point des couleurs chatoyantes (rouge rubis, améthyste, gris, bleu profond…) et des textures par des effets marbrés. Il invente de nouveaux procédés de coloration superficielle de la pâte, par badigeonnage de poudre d'oxyde avant deuxième cuisson à basse température. Ses œuvres sont en pâte de verre, les statuettes généralement en pâte de cristal. 
Il produit des œuvres de petites séries : pendentifs se portant en sautoirs, vases, lampes et veilleuses et, à partir de 1928, des sculptures (statuettes ou bas reliefs) très cotées, en collaboration avec  Marcel Bouraine (1886-1948). Ses créations verrières demeurent parmi les exemples les plus typiques et représentatives de la production Art déco. 
La production de l'atelier cesse en 1931, mais Argy-Rousseau continuera à créer des pièces en pâte de cristal, n'ayant plus, en raison de la crise économique, la possibilité de travailler le procédé fort coûteux de la pâte de verre. Il expose ponctuellement, notamment en 1934, des verreries ornées de métaux précieux. Sa dernière exposition a lieu un an avant sa mort.
Il meurt oublié, mais laisse une œuvre importante dans le domaine verrier, redécouverte à partir de la fin du XXe siècle .